# サン・ピエトロ・クラレンツァ
サン・ピエトロ・クラレンツァ（イタリア語: San Pietro Clarenza, シチリア語: San Petru Clarenza）は、イタリア共和国シチリア州カターニア県にある、人口約8,000人の基礎自治体（コムーネ）。

## 地理

### 位置・広がり

#### 隣接コムーネ
隣接するコムーネは以下の通り。
- ベルパッソ
- カンポロトンド・エトネーオ
- カターニア
- マスカルチーア
- ミステルビアンコ